# ヴァイオリン協奏曲 RV 242
ヴァイオリン協奏曲ニ短調『ピゼンデル氏のために』（イタリア語: Concerto per violino in re minore Per Pisendel）作品8-7、RV 242は、アントニオ・ヴィヴァルディが作曲したヴァイオリン協奏曲集『和声と創意への試み』作品8の一曲である。

## 概要
1716年から1717年にかけてヴィヴァルディに師事したヨハン・ゲオルク・ピゼンデルのために作られた曲の一つで、作曲年代もその頃と推定される。形式はヴィヴァルディの典型的なリトルネッロ形式であり、ピゼンデルの技量を反映して高い技巧を要求する。

## 楽曲構成

### 第1楽章
4/4拍子。演奏時間約3分。5つのトゥッティと4つのソロよりなるリトルネッロ形式である。トゥッティは2つの動機からなり、それをうまく組み合わせてほかのトゥッティに使っている。全体的に短調が支配的な楽章である。

### 第2楽章
3/4拍子。演奏時間約2分半。前半8小節、後半8小節の全16小節からなる緩徐楽章である。前半と後半には反復記号が付けられるため、実際には32小節の楽章である。反復に際しては装飾を伴った演奏をすべきとの解釈が一般的である。

### 第3楽章
3/4拍子。演奏時間約3分。4つのトゥッティと3つのソロからなるリトルネッロ形式。第3トゥッティではヘ長調で出るが、それ以外のトゥッティは短調でソロ部分でも短調が多いので、第1楽章と同様、短調が支配的である。

## 技巧
第1楽章では分散和音があるため、移弦の技術が要求されるが、特筆に価するものではない。この協奏曲では3楽章のソロ全てに二重ストップ（ダブル・ストップ）技巧が用いられ、とても高度な技術が要求される。また、この協奏曲が収められている協奏曲集の中で最も技巧を要するものとなっている。

## 関連作品
- 作品8『和声と創意への試み』の他の作品
  - 四季 （作品8-1〜4）
  - 海の嵐 （作品8-5）
- ダブル・ストップを用いている演奏至難な曲
  - タルティーニ作曲　ヴァイオリン・ソナタ「悪魔のトリル」